# Isla La Bocanita
Isla La Bocanita är en ö i Mexiko. Den ligger i delstaten Sonora, i den västra delen av landet och ytterst nära gränsen till Sinaloa. Ön ligger precis mitt emellan Bahía Bacorehuis på Sinaloasidan och Bahía Agiabampo på Sonorasidan. Ön tillhör kommunen Huatabampo.